# Andy Harries
Pour les articles homonymes, voir Harries.
Andrew Harries est un producteur et réalisateur de séries télévisées et de films britannique, né le 7 avril 1954 à Inverness en Écosse.

## Biographie
Après des études à l’université de Hull dans les années 1970, Harries a commencé sa carrière en 1971. Il est marié à la romancière Rebecca Frayn.
Il a dirigé et produit des programmes pour la compagnie Jonathan Ross Channel X dans les années 1980. C'est lui qui a produit  The Royle Family, Cold Feet et The Grimleys en 2003.
Depuis 2007, il a réalisé Strike Back, Married Single Other et The Damned United, des séries télévisées qui ont eu beaucoup de succès au Royaume-Uni. Harries a reçu un prix au BAFTA Awards en 2007, pour ses contributions à la télévision britannique. La même année, il a été classé dans le Top 100 Producers et a été élu « meilleur producteur de l’année ».

### Filmographie
| Année                              | Titre                                    | Position                                     | Awards (prix)                                                       |
| Granada Television productions     | Granada Television productions           | Granada Television productions               | Granada Television productions                                      |
| ---------------------------------- | ---------------------------------------- | -------------------------------------------- | ------------------------------------------------------------------- |
| 1980                               | World in Action                          | Scénariste                                   |                                                                     |
| 1982                               | Disappearing World                       | Scénariste                                   |                                                                     |
| Freelance et Channel X productions |                                          |                                              |                                                                     |
| 1983                               | Food for Thought                         | Directeur et scénariste                      |                                                                     |
| 1983                               | Twenty Twenty Vision                     | Directeur et producteur                      |                                                                     |
| 1984                               | Africa                                   | Directeur                                    |                                                                     |
| 1984                               | The South Bank Show                      | Directeur et producteur                      |                                                                     |
| 1985                               | South of Watford                         | Directeur et producteur                      |                                                                     |
| 1987                               | A Short Sharp Shock                      | Directeur et producteur                      |                                                                     |
| 1987                               | Arena                                    | Directeur                                    |                                                                     |
| 1988                               | The Incredibly Strange Film Show         | Directeur et producteur                      |                                                                     |
| 1989                               | Lenny Live and Unleashed                 | Directeur et producteur                      |                                                                     |
| 1989                               | Son of Incredibly Strange Film Show      | Directeur et producteur                      |                                                                     |
| 1990                               | Omnibus                                  | Directeur et producteur                      |                                                                     |
| 1990                               | Jonathan Ross Presents For One Week Only | Directeur et producteur                      |                                                                     |
| 1991                               | Viva Elvis!                              | Directeur et producteur                      |                                                                     |
| 1991                               | The Ghosts of Oxford Street              | Directeur et producteur                      |                                                                     |
| Granada Television productions     |                                          |                                              |                                                                     |
| 1993                               | Rik Mayall Presents...                   | Producteur (1993) producteur exécutif (1994) |                                                                     |
| 1994                               | An Evening with Gary Lineker             | Producteur                                   |                                                                     |
| 1995                               | Lee Evans                                | Producteur                                   |                                                                     |
| 1995                               | The Perfect Match                        | Producteur                                   |                                                                     |
| 1996                               | True Love                                | Producteur                                   |                                                                     |
| 1996                               | Stand Up                                 | Producteur                                   |                                                                     |
| 1997                               | Holding the Baby                         | Producteur                                   |                                                                     |
| 1997                               | Comedy Premieres                         | Producteur                                   |                                                                     |
| 1997                               | My Wonderful Life                        | Producteur                                   |                                                                     |
| 1998                               | The Misadventures of Margaret            | Producteur                                   |                                                                     |
| 1998                               | The Royle Family                         | Producteur                                   |                                                                     |
| 1998                               | Cold Feet                                | Producteur                                   |                                                                     |
| 1999                               | Passion Killers                          | Producteur                                   |                                                                     |
| 1999                               | Casting Couch                            | Producteur                                   |                                                                     |
| 1999                               | Dark Ages                                | Producteur                                   |                                                                     |
| 2000                               | Bob Martin                               | Producteur                                   |                                                                     |
| 2000                               | Back Passage to India                    | Directeur et producteur exécutif             |                                                                     |
| 2000                               | Metropolis                               | Producteur                                   |                                                                     |
| 2000                               | Safe as Houses                           | Producteur                                   |                                                                     |
| 2002                               | The Jury                                 | Producteur et scénariste                     |                                                                     |
| 2002                               | Doctor Zhivago                           | Producteur                                   |                                                                     |
| 2002                               | The Forsyte Saga                         | Producteur                                   |                                                                     |
| 2003                               | Le Deal (The Deal)                       | Producteur                                   |                                                                     |
| 2003                               | Henry VIII                               | Producteur                                   |                                                                     |
| 2003                               | Prime Suspect 6: The Last Witness        | Producteur                                   | Nommé, Primetime Emmy Award for Outstanding Miniseries, 2004        |
| 2004                               | Murder City                              | Producteur                                   |                                                                     |
| 2004                               | Life Begins                              | Producteur                                   |                                                                     |
| 2004                               | Island at War                            | Producteur                                   |                                                                     |
| 2004                               | Wall of Silence                          | Producteur                                   |                                                                     |
| 2004                               | Dirty Filthy Love                        | Producteur                                   |                                                                     |
| 2004                               | Whose Baby?                              | Producteur                                   | Directeur Rebecca Frayn                                             |
| 2004                               | Christmas Lights                         | Producteur                                   |                                                                     |
| 2005                               | Pierrepoint                              | Producteur                                   |                                                                     |
| 2005                               | Bloodlines                               | Producteur                                   |                                                                     |
| 2005                               | Planespotting                            | Producteur                                   |                                                                     |
| 2005                               | The Walk                                 | Producteur                                   |                                                                     |
| 2005                               | Colditz                                  | Producteur                                   |                                                                     |
| 2005                               | Donovan                                  | Producteur                                   |                                                                     |
| 2005                               | All About George                         | Producteur                                   |                                                                     |
| 2005                               | Vincent                                  | Producteur                                   |                                                                     |
| 2006                               | Eleventh Hour                            | Producteur                                   |                                                                     |
| 2006                               | See No Evil: The Moors Murders           | Producteur                                   |                                                                     |
| 2006                               | The Queen (film)                         | Producteur                                   |                                                                     |
| 2006                               | The Street                               | Producteur (2006–2007)                       |                                                                     |
| 2006                               | The Incredible Journey of Mary Bryant    | Producteur                                   |                                                                     |
| 2006                               | The Kindness of Strangers                | Producteur                                   |                                                                     |
| 2006                               | Cracker                                  | Producteur                                   | 1 épisode ("Nine Eleven")                                           |
| 2006                               | What We Did on Our Holiday               | Producteur                                   |                                                                     |
| 2006                               | Longford (film)                          | Producteur                                   | Nommé, British Academy Television Award for Best Single Drama, 2007 |
| 2006                               | Prime Suspect                            | Producteur                                   |                                                                     |
| 2006                               | The Royle Family: "The Queen of Sheba"   | Producteur                                   |                                                                     |
| 2006                               | Losing Gemma                             | Producteur                                   |                                                                     |
| 2007                               | Northanger Abbey                         | Producteur                                   |                                                                     |
| 2007                               | City Lights                              | Producteur                                   |                                                                     |
| 2007                               | Joanne Lees: Murder in the Outback       | Producteur                                   |                                                                     |
| 2007                               | Dead Clever                              | Producteur                                   |                                                                     |
| Left Bank Pictures productions     |                                          |                                              |                                                                     |
| 2008                               | Comedy Lab: Kids School of Comedy        | Producteur                                   |                                                                     |
| 2008                               | Les Enquêtes de l'inspecteur Wallander   | Producteur                                   |                                                                     |
| 2009                               | The Damned United                        | Producteur                                   |                                                                     |
| 2009                               | Father and Son (en)                      | Producteur                                   |                                                                     |
| 2009                               | School of Comedy                         | Producteur                                   |                                                                     |
| 2010                               | Married Single Other                     | Producteur                                   |                                                                     |
| 2010                               | The Special Relationship (film)          | Producteur                                   | société de production: HBO Films et BBC Films                       |
| 2010                               | Strike Back                              | Producteur                                   |                                                                     |
| 2010                               | Zen                                      | Producteur                                   |                                                                     |
| 2011                               | DCI Banks: Aftermath                     | Producteur                                   |                                                                     |
| 2011                               | Mad Dogs                                 | Producteur                                   | 2 saisons                                                           |
| 2011                               | Zen (série)                              | Producteur exécutif                          | 1 saison                                                            |
| 2011                               | The Lady                                 | Producteur                                   |                                                                     |
| 2012                               | All in Good Time                         | Producteur                                   |                                                                     |
| 2012                               | Cardinal Burns                           | Producteur exécutif                          |                                                                     |
| 2012                               | Loving Miss Hatto                        | Producteur exécutif                          | Téléfilm                                                            |
| 2013                               | Madiba                                   | Producteur exécutif                          | Mini-série                                                          |
| 2013                               | Marriages (série)                        | Producteur exécutif                          | En production                                                       |

### Sources
- (en) Cet article est partiellement ou en totalité issu de l’article de Wikipédia en anglais intitulé « Andy Harries » (voir la liste des auteurs).